# (9059) Dumas
(9059) Dumas ist ein Asteroid des Hauptgürtels, der am 8. August 1992 vom belgischen Astronomen Eric Walter Elst am Palomar-Observatorium (IAU-Code 675) entdeckt wurde.
Der Asteroid wurde nach dem französischen Schriftsteller Alexandre Dumas (1802–1870) benannt, dem Verfasser der bekannten Historienromane Der Graf von Monte Christo und Die drei Musketiere.